# Gustavo Dahl
Gustavo Dahl (Buenos Aires, 8 de outubro de 1938 – Trancoso, 26 de junho de 2011) foi um cineasta, crítico e gestor público de cinema brasileiro, naturalizado. Foi casado com a atriz Maria Lúcia Dahl.

## Período de formação
Filho de pai argentino e mãe brasileira (gaúcha), Gustavo Dahl passou parte da infância em Montevidéu e mudou-se com a família para São Paulo em 1947. A partir daí, estudou no Colégio Pais Leme (secundário) e na Faculdade de Direito Mackenzie, interrompida.
Em 1958, a convite de Paulo Emílio Salles Gomes, passou a colaborar no Suplemento Literário de O Estado de S. Paulo. No mesmo período, foi presidente do cineclube do Centro Dom Vital e começou a trabalhar na Cinemateca Brasileira.
Em 1960, com bolsa recebida do governo da Itália, foi cursar o Centro Sperimentale di Cinematografia, em Roma. Neste curso conheceu Paulo César Saraceni, e através dele ligou-se ao movimento do Cinema Novo. No mesmo curso, conviveu com os cineastas italianos Marco Bellochio, Bernardo Bertolucci e Gianni Amico. Em 1963, em Paris, freqüentou o curso de cinema etnográfico do Musée de l´Homme, ministrado por Jean Rouch, tendo presenciado o início do cinema-verdade.

## Cineasta e crítico
De volta ao Brasil em 1964, fixou-se no Rio de Janeiro, iniciando sua carreira de montador de filmes, em paralelo ao seu trabalho de documentarista. Já em 1965 recebeu os prêmios Coruja de Ouro e Saci pela montagem de A Grande Cidade, de Cacá Diegues. Mais tarde, em 1974, voltaria a receber a Coruja de Ouro pela montagem de Passe Livre, de Oswaldo Caldeira. Montou ainda "Integração Racial" de Paulo César Saraceni (1964) e "Soledade", de Paulo Thiago (1976).
Em 1969, foi lançado seu primeiro longa como diretor, "O Bravo Guerreiro", que juntamente com "O Desafio" (de Saraceni) e "Terra em Transe" (de Glauber Rocha) formou a trilogia de filmes políticos da segunda fase do Cinema Novo.
No período de 1958 a 1975, desenvolveu também a atividade de crítico e ensaísta, tornando-se um dos teóricos do grupo do Cinema Novo. Colaborou nas revistas Civilização Brasileira e Cahiers du Cinéma, bem como nos semanários Opinião e Movimento e nos diários Jornal do Brasil, Correio Braziliense e Folha de S.Paulo.

## Gestor público
A partir da finalização de "Uirá, um Índio em Busca de Deus", seu filme de 1975, Gustavo Dahl deu uma guinada em sua atividade profissional, aceitando assumir, a convite de Roberto Farias, a superintendência de comercialização da Embrafilme. Iniciando seu trabalho de gestor público de cinema, reformulou a área de distribuição da empresa, formando uma equipe de profissionais que conseguiu transformá-la na segunda maior distribuidora do país, trabalhando exclusivamente com filmes brasileiros. Graças a esse esforço, no período de 1975 a 1979 o cinema brasileiro chegou a ocupar cerca de um terço de seu próprio mercado, uma marca histórica que até hoje não se repetiu.
Saindo da Embrafilme, Dahl foi presidente da Associação Brasileira de Cineastas (1981-1983) e realizou em 1983 o seu terceiro longa-metragem, "Tensão no Rio". Em seguida, voltou a dedicar-se à gestão institucional e em 1985 tornou-se presidente do Concine (1985-1987). Ainda no final do governo Sarney, foi presidente do Conselho Nacional de Direitos Autorais.
Em 1998, retomou a sua atividade pública através de uma série de artigos no Jornal do Brasil, questionando o modelo de intervenção estatal no cinema brasileiro, chamando atenção para a falta de "visão sistêmica" e ao mesmo tempo defendendo a "repolitização do cinema brasileiro". Propôs a criação de uma Secretaria Nacional de Política Audiovisual, ligada à Presidência da República.
Em conseqüência de suas posições, foi chamado para presidir o III Congresso Brasileiro de Cinema, ocorrido em Porto Alegre no ano 2000, tornando-se o primeiro presidente da entidade criada com o mesmo nome do evento. Ainda em 2000 foi convocado pelo governo a participar do Grupo Executivo da Indústria Cinematográfica – GEDIC. Tornou-se seu relator, e em conjunto com a Casa Civil da Presidência da República, produziu o plano estratégico Nova Política Cinematográfica, que contemplava a criação da Agência Nacional do Cinema. Em 2001, com a criação da ANCINE, foi nomeado seu primeiro diretor-presidente, dedicando-se à sua implantação até o final do mandato, em dezembro de 2006.
Até sua morte, era diretor do Centro Técnico Audiovisual (CTAv) do Ministério da Cultura.

## Morte
No dia 26 de junho de 2011 Gustavo Dahl sofreu um infarto fulminante em Trancoso, na Bahia, enquanto assistia a um filme.

## Filmografia como diretor
- 1982: "Tensão no Rio"
- 1981: "Missão Artística Francesa" (documentário)
- 1974: "O Tempo e a Forma" (documentário)
- 1973: "Uirá, um Índio em Busca de Deus"
- 1972: "O Som do Povo" (documentário, TV Globo)
- 1971: "Lady Festival" (documentário, RAI)
- 1971: "Museu Nacional de Belas Artes" (curta)
- 1970: "Il Cinema Brasiliano: Io e Lei" (documentário, RAI)
- 1969: "Aprendendo a Trabalhar" (documentário)
- 1969: "O Bravo Guerreiro"
- 1965: "Em Busca do Ouro" (curta)
- 1962: "Dança Macabra" (curta)